# Gertrude (cratère)
Pour les articles homonymes, voir Gertrude.

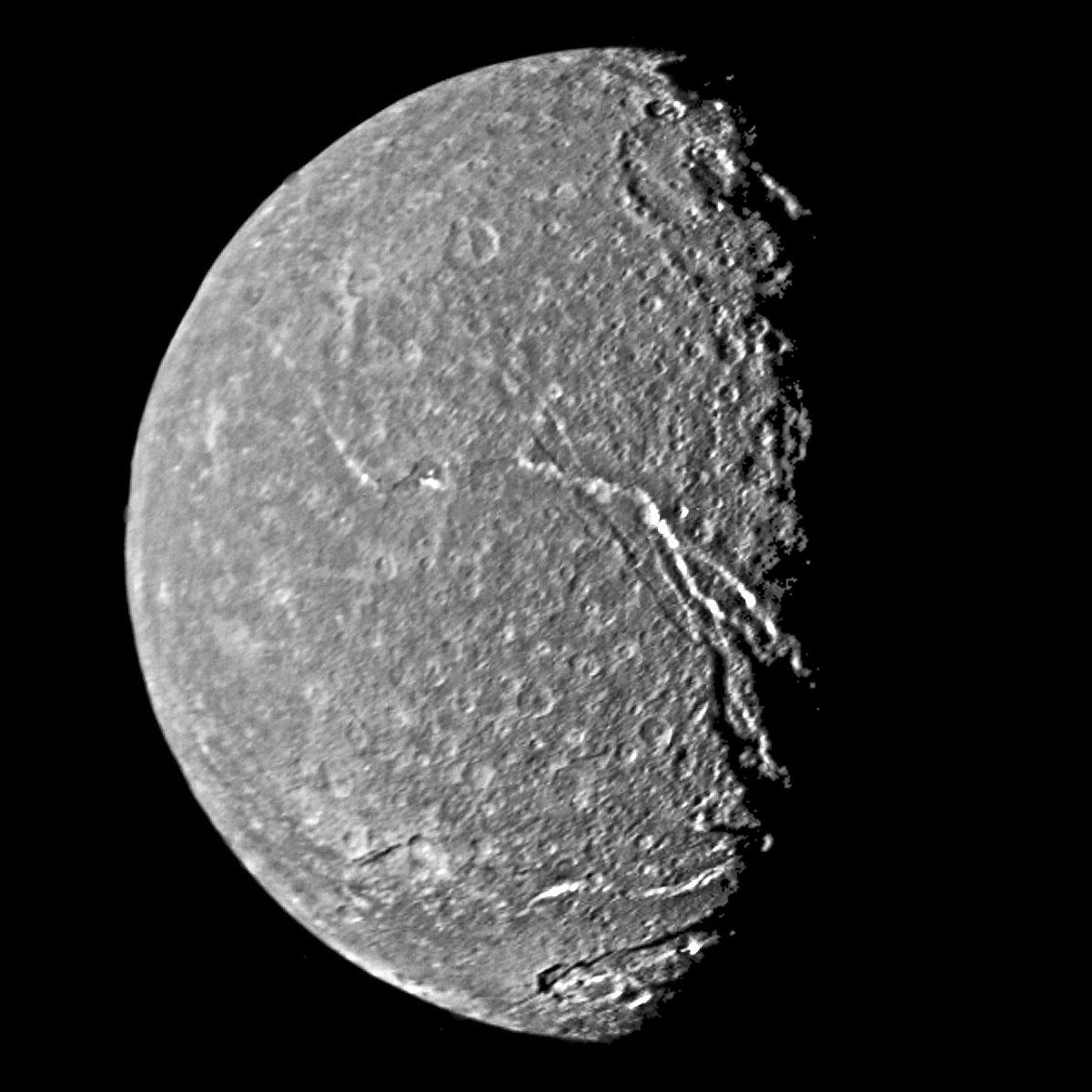
Gertrude est le vaste cratère dans la partie supérieure de cette image de Voyager 2.

Gertrude est le plus grand cratère d'impact connu à la surface de Titania, un satellite naturel d'Uranus. Il mesure environ 326 km, soit un 1/5 du diamètre de Titania. Il est nommé Gertrude, la mère d'Hamlet dans la pièce de William Shakespeare. Les structures géologiques de Titania sont nommées selon les personnages féminins de Shakespeare.
Le pourtour du cratère Gertrude est élevé de 2 km au-dessus du fond du cratère. Dans le centre du cratère se trouve un large dôme, qui résulte du soulèvement de la surface immédiatement après l'impact. Le dôme a un diamètre de 150 km et de 2 à 3 km de hauteur. Le pourtour et le dôme sont bas pour un cratère si important ce qui indique que le relief s'est affaissé depuis l'impact. La surface du dôme n'a que peu de petits cratères en surimpression, ce qui indique qu'il a été modifié ensuite.